# Norman Mailer
Norman Mailer (Long Branch, New Jersey, 1923. január 31. – New York, 2007. november 10.) amerikai író. Írói tehetsége termékeny és sokrétű volt: regényein túl verseket, színdarabokat, esszéket és forgatókönyveket is írt; volt film- és színdarabrendező, és hosszú ideig újságíró. Eredeti stílusa miatt irodalmi körökben a próza- és újságírás úttörőjeként tekintik. Mailer kétszer kapta meg a Pulitzer-díjat, és egyszer a Nemzeti Könyvdíjat.

## Kezdeti évek
Norman Mailer (teljes nevén Norman Kingsley Mailer) középosztálybeli zsidó családból származott. Apja, Isaac Barnett Mailer könyveléssel foglalkozott, anyja, Fanny Schneider egy háztartási és betegápolói segítséget szolgáltató ügynökséget vezetett. A házaspár második gyermeke, Barbara, 1927-ben született. Mailer Brooklyn-ban (New York) nevelkedett. Érettségi után, 1939-ben beiratkozott a Harvard Egyetem mérnöki szakára ahol repüléstant tanult, de a repüléstan helyett inkább az írás után kezdett érdeklődni. 1941-ben, 18 évesen megnyert egy, az egyetem által meghirdetett novellaversenyt; ez volt első, nyomtatásban megjelent írása. Miután 1943-ban megkapta mérnöki diplomáját, behívták katonának, majd a Fülöp-szigeteken kötött ki. Bár háborús közelharcban sok része nem volt, katonai élményei elég anyagot szolgáltattak a Meztelenek és holtak (The Naked and the Dead) című regényének megírásához.

## Karrierje és művei
Miközben 1948-ban a párizsi Sorbonne-on folytatta tanulmányait, kiadták a Meztelenek és holtak című regényét. A könyv 62 hétig volt a New York Times bestseller listáján, mint az egyik legjobb amerikai háborús regény, azonkívül besorolták a 20. század 100 legjobb angol nyelvű regénye közé is. A könyv fő mondanivalója nem is annyira a háború, mint inkább az emberek reakciója a háborúra.
Barbary Shore (1951) című műve a hidegháború szürreális hatású, parabolikus története, helyszíne egy brooklyni bérház. Az 1955-ös Szarvaspark (The Deer Park) regényében Mailer hollywoodi tapasztalatait dolgozta fel, amikor az 1949-50-es években forgatókönyvek írásával kereste kenyerét. Ezt a regényét hét kiadó utasította vissza erőteljes szexuális tartalma miatt, míg végül a G. P. Putnam's Sons nevű kiadóvállalat elfogadta.
1955-ben két másik írótársával megalapította a The Village Voice című irodalmi lapot; a heti kiadás a művészetek és a politikai élet fórumává vált a Greenwich Village-i művészek és értelmiségiek körében. 2005-ben Mailert a Nemzeti Könyvalapítvány (National Book Foundation) érméjével (Medal for Distinguished Contribution to American Letters) díjazták.
Negyedik regényét Dickens és Dosztojevszkij elbeszélő tradícióját követve írta meg Amerikai álom (An American Dream) címmel, melyet az Esquire folyóirat 1964-ben adott ki sorozatban, nyolc hónapon keresztül. 1965 márciusában a Dial Press nevű kiadó a könyvet újból kiadta átdolgozott formában (szerkesztője a későbbi neves író, E. L. Doctorow volt). A regény magában foglalja Mailer leglíraibb prózáját. Bár a kritikusok vegyes véleménnyel voltak róla, az Amerikai álom mégis felkerült a bestseller listára, azonkívül Mailer elnyerte több neves írótársa dicséretét. A kereslet miatt a könyvet folyamatosan újranyomtatják napjainkban is.
1980-ban Mailer A hóhér dala (The Executioner's Song) című könyve – melyet egy Gary Gilmore nevű gyilkos életéről írt –, Pulitzer-díjat nyert. Következő regénye megírásával hosszú időt töltött – 1972 és 1983 között hol abbahagyta, hol megint elkezdte az írást. Az Ancient Evenings című történet Egyiptomban játszódik i.e. 1100 körül, a XX. dinasztia uralkodása idején. Ugyan a könyvismertetők bírálata kedvezőtlen volt az író számára, a regény ismét bestseller lett a könyvpiacon.
Mailer leghosszabb, 1310 oldalas regénye, a Harlot's Ghost, 1991-ben jelent meg. Az Amerikai Egyesült Államok Központi Hírszerző Ügynökségének (Central Intelligence Agency, CIA) tevékenységeivel foglalkozik, a második világháború és az 1965 közötti években. A hitelesség érdekében Mailer hatalmas kutatómunkát végzett. A könyvet ezekkel a szavakkal fejezte be: „Folytatás következik”. Tervezte, hogy a történetet majd Harlot's Grave címmel viszi tovább, de egyéb feladatai miatt erre már nem került sor. Utolsó regénye, Várkastély a vadonban (The Castle in the Forest), mely Hitler gyerekkorával foglalkozik, a 2007. januári kiadás után ötödik helyet ért el a New York Times bestseller listáján. Kritikusai ugyanolyan lelkesedéssel fogadták, mint annak idején A hóhér dala című könyvét. A Várkastély a vadonban tulajdonképpen egy tervezett trilógia első kötete volt, de a folytatásra már szintén nem került sor Mailer halála miatt. A regényt a Literary Review című folyóirat a „Rossz szex a szépirodalomban” díjjal ("Bad Sex in Fiction" Award) tüntette ki 2008 novemberében.
Mailer több mint 40 könyvet írt, és ebből 59 éves írói pályafutása alatt 11 regényt publikált. 1967-ben színpadra vitte a Szarvaspark (The Deer Park) című regényét, majd a 70-es években több avantgarde filmet is produkált. Mint újságíró, 1968-ban jutalmat kapott (George Polk Award) munkájáért. 1987-ben filmre vitte és rendezte A kemény fickók nem táncolnak (Tough Guys Don’t Dance) című regényét, Ryan O’Neal és Isabella Rossellini főszereplésével.

## Politikai aktivitása
Mailer munkái között sok a politikai jellegű írás, mint például a Pulitzer-díjat nyert Az éjszaka hadai (The Armies of the Night), és The Presidential Papers. Az írót mindig is érdekelte a politika. A 60-as és 70-es évek mozgalmas időszakában művei az önéletrajz, a társadalomkritika, a történelem, fikció és a költészet keverékei voltak. Ebből a keverékből alakult aztán az az egyedülálló Mailer stílus, mely nagymértékben hozzájárult annak a mozgalomnak a kialakulásához mely később az Új Újságírás (New Journalism) nevet kapta. Írásstílus szempontjából sokat tanult tőle Truman Capote, Joan Didion, Hunter S. Thompson, John McPhee és Tom Wolfe.
1967 októberében Mailert letartóztatták a Pentagon előtti Vietnam-ellenes tüntetése miatt. 1969-ben a Demokrata Párt égisze alatt kísérletet tett New York polgármesteri posztja megszerzésére azzal az ötlettel, hogy a városból majd megalkotja az USA 51. államát. Ugyan a kampány nem sikerült, az író 1980-tól egészen haláláig anyagilag is támogatta a Demokrata Párt kandidátusait.
1980-ban Mailer súlyos hibát követett el, amikor hiszékeny módon hozzájárult egy Jack Abbott nevű elítélt gyilkos ideiglenes szabadlábra helyezéséhez. 1977-ben, miután Abbott a börtönben elolvasta Mailer A hóhér dala című könyvét, levélben felajánlotta az írónak, hogy segít neki igazi, tárgyilagos bepillantást nyerni a börtönélet mindennapjaiba. Erről maga Abbott is írt egy könyvet In the Belly of the Beast (A vadállat hasában) címen, hozzácsatolva Mailerrel való levelezését. Mivel Mailer a könyvet jónak találta, segített a kiadásában, és továbbra is szorgalmazta a fegyenc szabadlábra bocsátását. Abbott kiszabadult, majd szabadulása után hat héttel egy New York-i vendéglőben halálra késelt egy Richard Adan nevű 22 éves fiatalembert. Mailert az esemény miatt erősen megkritizálták. Egy 1992-es interjúban beismerte, hogy "..ez megint egy olyan epizód volt az életemben, amire büszke nem lehetek."
1989-ben, amikor az iráni kormány halálos ítéletet hozott Salman Rushdie ellen The Satanic Verses című könyve miatt, Mailer több híres írótársával együtt felszólalt az iszlám kormány rendelkezése ellen.
Egy 2003-as beszédében (Commonwealth Club, San Francisco), az amerikai iraki invázió idején Mailer ezt mondta: "A fasizmus egy természetesebb állapot mint a demokrácia. Azt feltenni, hogy mi csak úgy tetszésünk szerint képesek vagyunk demokráciát exportálni bárhova, paradox módon csak még több fasizmust eredményezhet itthon és határainkon túl is. A demokrácia egy megtisztelő állapot olyan országok számára, melyeknek polgárai nemcsak készek arra hogy élvezzék a szabadságot, hanem arra is, hogy azt fenntartsák, még ha nehéz munkával is."

## Magánélete
Norman Mailer hatszor házasodott, összesen tíz gyereke volt. Különböző feleségeitől nyolc gyermek jött világra, egyet örökbe fogadott, egy másik házasságon kívül született. Ez utóbbi Mailer halála után nyilvánosan kijelentette, hogy apja többször is felajánlotta anyjának, hogy törvényesíti viszonyukat, de az asszony az ajánlatot visszautasította.

## Halála
Egy hónappal tüdőoperációja után Mailer veseelégtelenségben halt meg 2007. november 10-én New Yorkban, a Mount Sinai nevű kórházban.

## Bibliográfia

### Regények
- Meztelenek és holtak (The Naked and the Dead, 1948)
- Barbary Shore, 1951.
- Szarvaspark (The Deer Park, 1955)
- Amerikai álom (An American Dream, 1965)
- Szarvaspark (The Deer Park – színdarab, 1967)
- The Short Fiction of Norman Mailer (Novellagyűjtemény, 1967)
- A hóhér dala (The Executioner's Song, 1979)
- Ancient Evenings, 1983.
- A kemény fickók nem táncolnak (Tough Guys Don't Dance, 1984)
- Harlot's Ghost, 1991.
- A Fiú evangéliuma (The Gospel According to the Son, 1997)
- Várkastély a vadonban (The Castle in the Forest, 2007)

### Jelentősebb prózai művek
- A fehér néger (The White Negro – társadalomkritika, 1957)
- Önhirdetés ("Advertisements for Myself", 1959)
- Az elnöki irtatok (The Presidential Papers", 1963)
- Emberevők és keresztények ("Cannibals and Christians", 1966)
- Miért vagyunk Vietnamban? ("Why Are We in Vietnam?", 1967)
- Az éjszaka hadai (The Armies of the Night, 1968 – Pulitzer-díj, Nemzeti Könyvdíj)
- Miami, és az ostrom Chicago ellen: Az 1968-as republikánus és demokratikus gyűlések kötetlen története ("Miami and the Siege of Chicago: An Informal History of the Republican and Democratic Conventions of 1968", 1968)
- Of a Fire on the Moon, 1971
- A szex foglya ("The Prisoner of Sex", 1971)
- St. George and The Godfather, 1972
- The Faith of Graffiti, 1974
- The Fight, 1975.
- A hóhér dala (The Executioner's Song – A fegyenc Gary Gilmore története, 1979)
- Of a Small and Modest Malignancy, Wicked and Bristling with Dots, 1980
- Nőkről és elegánciájukról ("Of Women and Their Elegance", 1980)
- Pieces and Pontifications, 1982
- Miért háborúzunk? (Why Are We at War? – az iraki háborúról, 2003)
- Az ijesztő művészet: néhány gondolat az írásról ("The Spooky Art: Some Thoughts on Writing", 2003)
- A nagy üresség: Párbeszédek a politika, sex, Isten, bokszolás, erkölcs, mítosz, póker, és Amerika rossz lelkiismeretének témáiról (The Big Empty: Dialogues on Politics, Sex, God, Boxing, Morality, Myth, Poker and Bad Conscience in America, 2006)
- Istenről: egy rendkívüli beszélgetés (On God: An Uncommon Conversation, 2007)

Az 1950-es évektől kezdve Mailer még számtalan tanulmányt írt különböző folyóiratokban az uralkodó amerikai kultúra ellen. Ilyen kiadványok voltak többek között The Village Voice, Esquire Magazine, The New York Review of Books, és a Dissent Magazine.

### Életrajzok
Megírta Pablo Picasso (1995), Muhammad Ali, Gary Gilmore (A hóhér dala című könyvben a fegyenc), Lee Harvey Oswald (1996) és Marilyn Monroe (1973) életrajzát. Monroe-ról szóló könyve nagy port kavart fel: az utolsó fejezetben állította, hogy a színésznőt FBI és CIA ügynökök gyilkolták meg a Robert F. Kennedyvel való afférja miatt. Később beismerte, hogy ezek a spekulációk nem voltak éppen példásak ami a tárgyilagos újságírói tudósítást illeti. Ennek ellenére az életrajznak nagy sikere volt; több példányt adtak el belőle, mint a Meztelenek és holtak című regényéből.

## Magyarul
- Meztelenek és holtak. Regény; ford. Szíjgyártó László, bev. Elbert János; Magvető, Bp., 1967 (Világkönyvtár)
- A hóhér dala; ford. Szíjgyártó László; Magvető, Bp., 1984 (Világkönyvtár)
- Marilyn; ford. Bart István; Corvina, Bp., 1986
- Az éjszaka hadai. A történelem mint regény, a regény mint történelem; ford. Szilágyi Tibor; Európa, Bp., 1988
- A kemény fickók nem táncolnak; ford. Németh Anikó; Fátum-ars, Bp., 1993
- Oswald meséi; ford. H. Prikler Renáta; Victoria, Pécs, 1996
- Szarvaspark. Regény; ford. Gálvölgyi Judit; Fiesta–Saxum, Bp., 1998
- A Fiú evangéliuma; ford. Szűr-Szabó Katalin; Európa, Bp., 1998
- Amerikai álom; ford. Széky János; Tevan, Békéscsaba, 1999
- Várkastély a vadonban; ford. Bart István; Ulpius-ház, Bp., 2007
- A bokszmeccs. Muhammad Ali – George Foreman, Kinshasa, 1974. október 30.; ford. Barabás András; Cartaphilus, Bp., 2009
- Moonfire. Az Apolló-11 hősies útja; bev. Colum McCann, ford. Borbély Judit, Weisz Böbe, Vándor Judit; Taschen–Vince, Köln–Bp., 2010

## Fordítás
- Ez a szócikk részben vagy egészben a Norman Mailer című angol Wikipédia-szócikk fordításán alapul.  Az eredeti cikk szerkesztőit annak laptörténete sorolja fel. Ez a jelzés csupán a megfogalmazás eredetét és a szerzői jogokat jelzi, nem szolgál a cikkben szereplő információk forrásmegjelöléseként.

## További információ
- Norman Mailer a PORT.hu-n (magyarul)
- Norman Mailer az Internetes Szinkronadatbázisban (magyarul)
- Norman Mailer az Internet Movie Database-ben (angolul)
- Norman Mailer a Rotten Tomatoeson (angolul)